# Dorfkirche Lengefeld

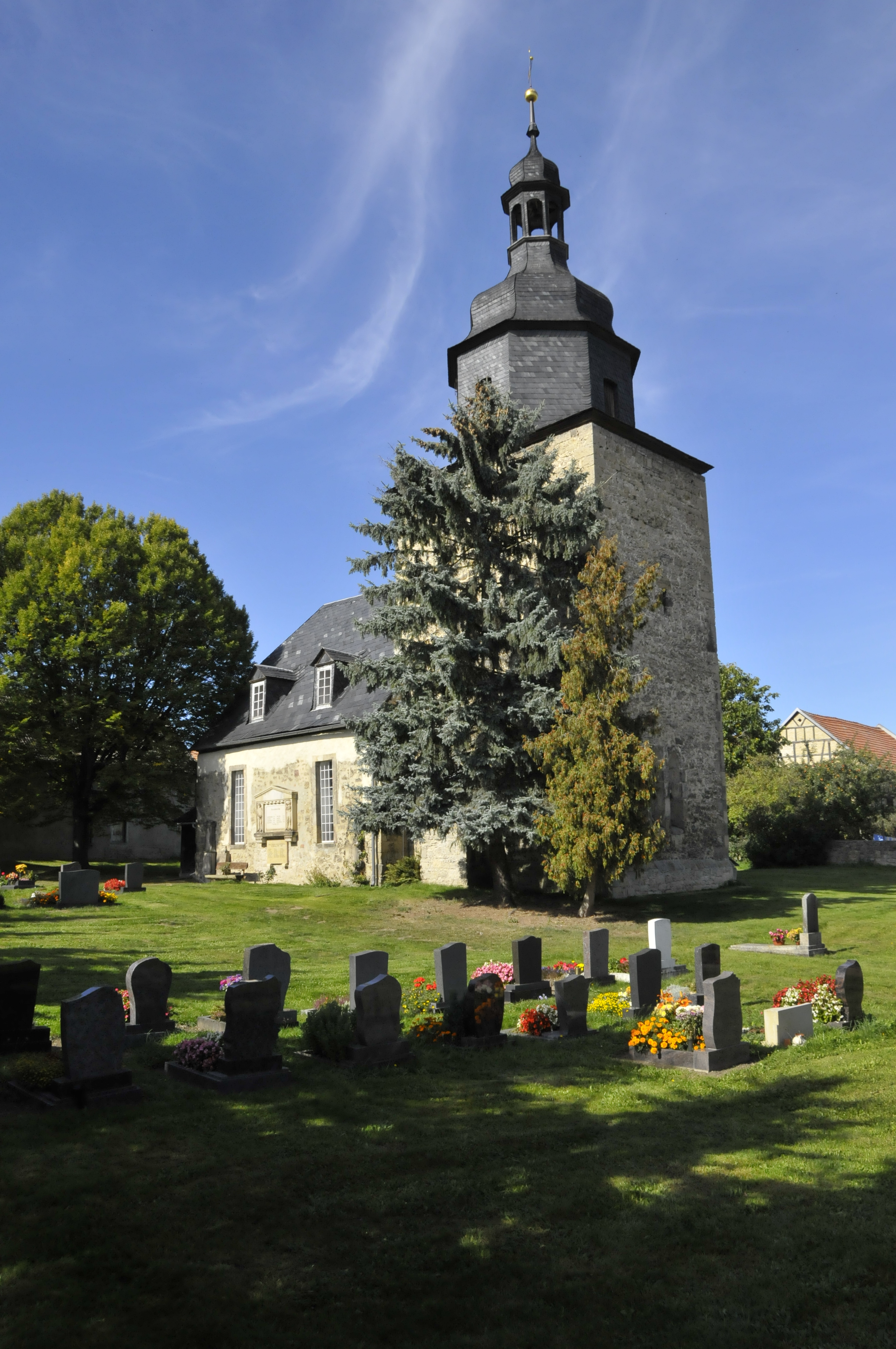
Die Kirche

Die evangelisch-lutherische, denkmalgeschützte Dorfkirche Lengefeld steht auf einer erhöhten Ebene umgeben vom Friedhof im östlichen Raum des Dorfes in der Kirchgasse 59 von Lengefeld, einem Ortsteil der Stadt Blankenhain im Landkreis Weimarer Land von Thüringen. Westlich führt die Bundesstraße 85 vorbei. Die mittelalterliche Pfarrei des Ortes, erstmals 1314 genannt, unterstand dem Patronat des Pfarrers von Blankenhain. Die heutige Kirchengemeinde Lengefeld gehört zum Kirchengemeindeverband Blankenhain II im Kirchenkreis Weimar der Evangelischen Kirche in Mitteldeutschland.

## Geschichte
1314 wurde im Ort eine Pfarrei erstmals erwähnt, so dass auch von der Existenz ein Gotteshauses auszugehen ist. Diese Kirche wurde im 14. Jahrhundert als frühgotische Chorturmkirche aus Bruchsteinen errichtet, worauf u. a. Lanzettfenster in der Ostwand, eine Sakramentsnische im Chor und das nördliche Spitzbogenfenster ohne Mittelsäule im oberen Turmgeschoss deuten. Das Bauwerk erhielt seine Gestalt vor allem im Jahre 1764. Diese Jahreszahl steht an der Wetterfahne und am Schlussstein des hohen runden Triumphbogens zwischen Kirchenschiff und Chor.

## Beschreibung
Das mit einem abgewalmten Satteldach bedeckte Langhaus erhielt 1764 große Rechteckfenster. An der Nordseite haben sie profilierte Gewände. Der Turm erhielt einen achtseitigen schiefergedeckten Aufsatz, der eine Haube trägt, auf der eine offene Laterne sitzt, die von einer Turmkugel bekrönt wird. 
Der Innenraum hat zweigeschossige Emporen und ist mit einem hölzernen Tonnengewölbe überspannt. Zur Kirchenausstattung zählt neben einem Sakramentshaus ein schlichter Kanzelaltar, ursprünglich von 1764, aber 1882 umgebaut. Der Korb wird von zwei Gemälden mit der Darstellung der Kreuzigung und der Auferstehung flankiert. Die Orgel mit 10 Registern, verteilt auf ein Manual und ein Pedal, wurde 1844 von August Witzmann gebaut.